# Aspilia diamantinae
Aspilia diamantinae là một loài thực vật có hoa trong họ Cúc. Loài này được J.Hoa Kỳantos mô tả khoa học đầu tiên năm 1996.